# إل باينوس
بلدية إل باينوس/باينوسو (بالإسبانية: El Pinós/Pinoso), هي بلدية تقع في مقاطعة اليكانتي. جنوب شرق إسبانيا. يبلغ عدد سكانها 7.315 نسمة.